# Craniospermum subvillosum
Craniospermum subvillosum är en strävbladig växtart som beskrevs av Johann Georg Christian Lehmann. Craniospermum subvillosum ingår i släktet Craniospermum, och familjen strävbladiga växter. Inga underarter finns listade i Catalogue of Life.